# Торо (Кампобасо)
Торо (итал. Toro) је насеље у Италији у округу Кампобасо, региону Молизе.
Према процени из 2011. у насељу је живело 1072 становника. Насеље се налази на надморској висини од 573 м.

## Становништво
| 1931. | 1936. | 1951. | 1961. | 1971. | 1981. | 1991. | 2001. | 2011. |
| ----- | ----- | ----- | ----- | ----- | ----- | ----- | ----- | ----- |
| 2.431 | 2.494 | 2.451 | 2.021 | 1.592 | 1.573 | 1.648 | 1.538 | 1.450 |